# Mercedes Cup 2021
La Mercedes Cup 2021 è stato un torneo di tennis che si è giocato su campi in erba all'aperto, fa parte della categoria ATP Tour 250 nell'ambito dell'ATP Tour 2021. È stata la 43ª edizione del torneo e si è giocato presso il Tennis Club Weissenhof di Stoccarda, in Germania, dall'8 giugno al 13 giugno 2021.

## Partecipanti al singolare

### Teste di serie
| Nazionalità | Giocatore             | Ranking* | Testa di serie |
| ----------- | --------------------- | -------- | -------------- |
| Canada      | Denis Shapovalov      | 14       | 1              |
| Polonia     | Hubert Hurkacz        | 17       | 2              |
| Canada      | Félix Auger-Aliassime | 21       | 3              |
| Australia   | Alex de Minaur        | 22       | 4              |
| Georgia     | Nikoloz Basilašvili   | 30       | 5              |
| Francia     | Ugo Humbert           | 31       | 6              |
| Francia     | Adrian Mannarino      | 36       | 7              |
| Australia   | John Millman          | 43       | 8              |

* Ranking al 31 maggio 2021.

### Altri partecipanti
I seguenti giocatori hanno ricevuto una wild card per il tabellone principale:
- Dustin Brown
- Yannick Hanfmann
- Rudolf Molleker
- Jurij Rodionov
- Dominic Stricker

I seguenti giocatori sono entrati nel tabellone principale passando dalle qualificazioni:

- James Duckworth
- Peter Gojowczyk
- Altuğ Çelikbilek
- Radu Albot

### Ritiri
Prima del torneo
- Aleksandr Bublik → sostituito da  Alexei Popyrin
- Taylor Fritz → sostituito da  Marin Čilić
- Cristian Garín → sostituito da  Jordan Thompson
- Aslan Karacev → sostituito da  Jérémy Chardy
- Reilly Opelka → sostituito da  Lloyd Harris
- Benoît Paire → sostituito da  Sam Querrey
- Milos Raonic → sostituito da  Márton Fucsovics
- Jannik Sinner → sostituito da  Dominik Koepfer
- Lorenzo Sonego → sostituito da  Guido Pella
- Jan-Lennard Struff → sostituito da  Feliciano López
- Stan Wawrinka → sostituito da  John Millman
- Alexander Zverev → sostituito da  Gilles Simon

## Partecipanti al doppio

### Teste di serie
| Nazione       | Giocatore      | Nazione  | Giocatore      | Ranking* | Testa di serie |
| ------------- | -------------- | -------- | -------------- | -------- | -------------- |
| Regno Unito   | Jamie Murray   | Brasile  | Bruno Soares   | 33       | 1              |
| Francia       | Jérémy Chardy  | Francia  | Fabrice Martin | 58       | 2              |
| Sudafrica     | Raven Klaasen  | Giappone | Ben McLachlan  | 67       | 3              |
| Nuova Zelanda | Marcus Daniell | Austria  | Philipp Oswald | 75       | 4              |

* Ranking al 31 maggio 2021.

### Altri partecipanti
Le seguenti coppie hanno ricevuto una wildcard per il tabellone principale:
- Andre Begemann /  Dustin Brown
- Yannick Hanfmann /  Dominik Koepfer

Le seguenti coppie hanno avuto accesso al tabellone principale come alternate:
- Félix Auger-Aliassime /  Nicholas Monroe
- Nikoloz Basilašvili /  Divij Sharan
- Ariel Behar /  Gonzalo Escobar
- Marcelo Demoliner /  Santiago González
- Máximo González /  Andrés Molteni
- Hubert Hurkacz /  Łukasz Kubot
- Oliver Marach /  Aisam-ul-Haq Qureshi
- Frederik Nielsen /  Jean-Julien Rojer
- Luke Saville /  Jordan Thompson

### Ritiri
Prima del torneo
- Rohan Bopanna /  Franko Škugor → sostituiti da  Oliver Marach /  Aisam-ul-Haq Qureshi
- Aleksandr Bublik /  Reilly Opelka → sostituiti da  Ariel Behar /  Gonzalo Escobar
- Sander Gillé /  Joran Vliegen → sostituiti da  Máximo González /  Andrés Molteni
- Wesley Koolhof /  Jean-Julien Rojer → sostituiti da  Frederik Nielsen /  Jean-Julien Rojer
- Sebastian Korda /  Rajeev Ram → sostituiti da  Marcelo Demoliner /  Santiago González
- Kevin Krawietz /  John Peers → sostituiti da  Félix Auger-Aliassime /  Nicholas Monroe
- Łukasz Kubot /  Marcelo Melo → sostituiti da  Hubert Hurkacz /  Łukasz Kubot
- Adrian Mannarino /  Benoît Paire → sostituiti da  Nikoloz Basilašvili /  Divij Sharan
- Tim Pütz /  Michael Venus → sostituiti da  Luke Saville /  Jordan Thompson

## Punti e montepremi
| Torneo          | V       | F       | SF      | QF      | 2T     | 1T     | Q    | Q2     | Q1     |
| Singolare       | 250     | 150     | 90      | 45      | 20     | 0      | 12   | 6      | 0      |
| Premi in denaro | €41 145 | €29 500 | €21 000 | €14 000 | €9 000 | €5 415 | N.D. | €2 645 | €1 375 |
| Doppio          | 250     | 150     | 90      | 45      | N.D.   | 0      | N.D. | N.D.   | N.D.   |
| Premi in denaro | €15 360 | €11 000 | €7 250  | €4 710  | N.D.   | €2 760 | N.D. | N.D.   | N.D.   |

## Campioni

### Singolare
Marin Čilić ha sconfitto in finale  Félix Auger-Aliassime con il punteggio di 7-6(2), 6-3.
- È il diciannovesimo titolo in carriera per Čilić, il primo della stagione.

### Doppio
Marcelo Demoliner /  Santiago González hanno sconfitto in finale  Ariel Behar /  Gonzalo Escobar con il punteggio di 4-6, 6-3, [10-8].